# Municipio de Athens (condado de Athens)
El municipio de Athens (en inglés: Athens Township) es un municipio ubicado en el condado de Athens en el estado estadounidense de Ohio. En el año 2010 tenía una población de 30473 habitantes y una densidad poblacional de 317,59 personas por km².

## Geografía
El municipio de Athens se encuentra ubicado en las coordenadas 39°19′44″N 82°7′25″O / 39.32889, -82.12361. Según la Oficina del Censo de los Estados Unidos, el municipio tiene una superficie total de 95.95 km², de la cual 94.72 km² corresponden a tierra firme y (1.28%) 1.23 km² es agua.

## Demografía
Según el censo de 2010, había 30473 personas residiendo en el municipio de Athens. La densidad de población era de 317,59 hab./km². De los 30473 habitantes, el municipio de Athens estaba compuesto por el 87.66% blancos, el 3.98% eran afroamericanos, el 0.19% eran amerindios, el 5.34% eran asiáticos, el 0.03% eran isleños del Pacífico, el 0.5% eran de otras razas y el 2.29% pertenecían a dos o más razas. Del total de la población el 2.26% eran hispanos o latinos de cualquier raza.